# شهرستان گوانگشان
شهرستان گوانگشان (به لاتین: Guangshan County) یک منطقهٔ مسکونی در چین است که در شین‌یانگ واقع شده‌است.